# Ana Cata-Chitiga
Ana Cata-Chitiga (født 20. juni 1989 i Bukarest) er en fransk basketballspiller som deltog i de olympiske lege 2020.